# Encore (Santo & Johnny)
Encore è il secondo album discografico di Santo & Johnny, pubblicato dall'etichetta discografica Canadian-American Records nel luglio del 1960.

## Tracce

### LP
Lato A
1. Alabamy Bound – 1:54 (Buddy DeSylva, Bud Green, Ray Henderson)
2. Over the Rainbow – 2:10 (E.Y. Harburg, Harold Arlen)
3. The Breeze and I – 2:20 (Ernesto Lecuona, Al Stillman)
4. Lazy Day – 2:22 (Santo Farina, Johnny Farina, Ann Farina)
5. Venus – 2:10 (Ed Marshall)
6. Teardrop – 2:05 (Santo Farina, Johnny Farina, Ann Farina)

Lato B
1. Deep Purple – 2:33 (Mitchell Parish, Peter DeRose)
2. Old Man River – 2:52 (Oscar Hammerstein II, Jerome Kern)
3. Prisoner of Love – 2:25 (Leo Robin, Russ Columbo, Clarence Gaskill)
4. You Belong to Me – 2:02 (Chilton Price, Pee Wee King, Redd Stewart)
5. Long Walk Home – 2:10 (Santo Farina, Johnny Farina, Ann Farina)
6. Annie – 2:44 (Santo Farina, Johnny Farina, Ann Farina)

## Musicisti
- Santo Farina - chitarra steel
- Johnny Farina - chitarra
- Bob Davie - direzione orchestra

## Classifica
Singoli
| Anno | Titolo del brano | Classifica            | Posizione raggiunta |
| ---- | ---------------- | --------------------- | ------------------- |
| 1959 | Teardrop         | Billboard Hot 100     | 23                  |
| 1960 | Teardrop         | Hot R&B/Hip-Hop Songs | 17                  |